# (1316) Kasan
(1316) Kasan es un asteroide perteneciente al grupo de los asteroides que cruzan la órbita de Marte descubierto el 17 de noviembre de 1933 por Grigori Nikoláievich Neúimin desde el observatorio de Simeiz en Crimea.
Está nombrado por el observatorio de Kazán, observatorio ruso a pocos kilómetros de la ciudad homónima.